# Edward Joseph Gardner
Edward Joseph Gardner (* 7. August 1898 in Hamilton, Ohio; † 7. Dezember 1950 ebenda) war ein US-amerikanischer Politiker. Zwischen 1945 und 1947 vertrat er den Bundesstaat Ohio im US-Repräsentantenhaus.

## Werdegang
Edward Gardner besuchte die öffentlichen Schulen seiner Heimat und absolvierte danach das College of Commerce and Finance an der Xavier University in Cincinnati. Anschließend belegte er Kurse an der Wharton School of Business, die zur University of Pennsylvania in Philadelphia gehört. Er beendete seine Ausbildung an der University of Cincinnati. Während der Endphase des Ersten Weltkrieges diente er im Jahr 1918 in der US Army. Zwischen 1920 und 1924 war Gardner Bezirksrevisor einer Lebensmittelverteilungsgesellschaft in Philadelphia. Danach arbeitete er als Buchhalter in seiner Heimatstadt Hamilton. Gleichzeitig schlug er als Mitglied der Demokratischen Partei eine politische Laufbahn ein. Er wurde Vorsitzender des Stadtrats von Hamilton und war von 1926 bis 1928 stellvertretender Bürgermeister. In den Jahren 1937, 1938, 1941 und 1942 saß er als Abgeordneter im Repräsentantenhaus von Ohio.
Bei den Kongresswahlen des Jahres 1944 wurde Gardner im dritten Wahlbezirk von Ohio in das US-Repräsentantenhaus in Washington, D.C. gewählt, wo er am 3. Januar 1945 die Nachfolge des Republikaners Harry P. Jeffrey antrat. Da er im Jahr 1946 nicht bestätigt wurde, konnte er bis zum 3. Januar 1947 nur eine Legislaturperiode im Kongress absolvieren. In dieser Zeit endete der Zweite Weltkrieg. Nach seiner Zeit im US-Repräsentantenhaus arbeitete Edward Gardner wieder als Buchhalter. Er starb am 7. Dezember 1950 in Hamilton, wo er auch beigesetzt wurde.